# شؤون جهنمية
شؤون جهنمية (بالصينية: 无间道) هو فيلم جريمة وإثارة تم إنتاجه في هونغ كونغ وصدر في سنة 2002. الفيلم من إخراج أندرو لاو ومن بطولة أندي لاو، توني لونغ تشيو واي وأنطوني وونغ. تمت إعادة صنع الفيلم بواسطة المخرج مارتن سكورسيزي في 2006 بعنوان المغادرون حيث فاز بعدة جوائز منها جائزة الأوسكار لأفضل فيلم.

## القصة
قصة بين جاسوس في قسم الشرطة وشرطي سري متخفي كفرد في عصابة. كل منهما لهما نفس الهدف وهو معرفة من هو الجاسوس، ومن هو شرطي السري.

## الميزانية والإيرادات
بلغت تكلفة إنتاج الفيلم حوالي 6428966 دولار أمريكي بينما حقق إيرادات تقدر بـ 55057176 دولار هونغ كونغي.

## وصلات خارجية
- شؤون جهنمية على موقع IMDb (الإنجليزية)
- شؤون جهنمية على موقع ميتاكريتيك (الإنجليزية)
- شؤون جهنمية على موقع روتن توميتوز (الإنجليزية)
- شؤون جهنمية على موقع نتفليكس (الإنجليزية)
- شؤون جهنمية على موقع ألو سيني (الفرنسية)
- شؤون جهنمية على موقع Turner Classic Movies (الإنجليزية)
- شؤون جهنمية على موقع أول موفي (الإنجليزية)
- شؤون جهنمية على موقع بوكس أوفيس موجو (الإنجليزية)
- شؤون جهنمية على موقع فيلمافينيتي (الإسبانية)
- شؤون جهنمية على موقع قاعدة بيانات الأفلام السويدية (السويدية)